# Её Величества королевский уланский полк
Её Величества королевский уланский полк (англ. Queen's Royal Lancers) — кавалерийский полк Британской армии. Он был сформирован в 1993 году и объединён с 9-м/12-м королевским уланским полком 2 мая 2015 года, чтобы сформировать Королевский уланский полк.

## История
Полк был сформирован в 1993 году путём объединения 16-го/5-го Её Величества королевского уланского полка с 17-м/21-м уланским полком.
С момента своего формирования полк выполнял бронетанковую роль, сначала имея на вооружении «Челленджер-1», затем «Челленджер-2». Однако в 2005 году, в рамках реорганизации британской армии, полк начал переводиться на разведывательную роль, переоснащаясь на бронированную разведывательную машину Scimitar.
В рамках реформ Армии 2020, направленных на сокращение численности британской армии в соответствии со Стратегическим обзором обороны и безопасности, 2 мая 2015 года было объявлено, что 9-й/12-й королевский уланский полк объединится с Её Величества королевским уланским полком, чтобы сформировать единый Королевский уланский полк (собственный Её Величества Елизаветы).

## Организация
Полк был разделен на четыре эскадрона, каждый из которых ведёт историю из предыдущих полков:
- 16-й уланский эскадрон (16th Lancer Squadron);
- 17-й уланский эскадрон (17th Lancer Squadron);
- 21-й уланский эскадрон (21st Lancer Squadron);
- 5-й уланский эскадрон (5th Lancer Squadron).

## Музей
Музей Королевского уланского полка и Ноттингемширского йоменского полка (The Royal Lancers and Nottinghamshire Yeomanry Museum) расположен в Торсби-Холле, деревня Бадби, графство Ноттингемшир.

## Традиции
Прозвище полка «Мальчики смерти или славы» (Death or Glory Boys), произошло от их кокарды и было известно как «девиз». Это были комбинированные нагрудные знаки двух предшествующих полков, на которых изображена пара скрещённых копий 16-го/5-го Её Величества королевского уланского полка (16th/5th Queen’s Royal Lancers), а также череп и скрещённые кости, под которыми находится лента со словами «Или Слава». Это происходит от 17-го/21-го уланского полка (17th/21st Lancers) и было значком 17-го уланского полка (оригинальное название «Death or Glory Boys»).

## Боевые почести
Боевые почести 16-го/5-го Её Величества королевского уланского полка (16th/5th The Queen's Royal Lancers)

Объединённые почести перед объединением 16-го и 5-го уланских полков:
- Бленхейм, Рамиллис, Ауденарде, Мальплаке, Бомон, Виллемс, Талавера, Фуэнтес д’Онор, Саламанка, Виттория, Нива, полуостров, Ватерлоо, Бхуртпур, Газни 1839, Афганистан 1839, Махараджпур, Аливал, Собраон, Суакин 1885, Освобождение Кимберли, Паардеберг, осада Ледисмита, Южная Африка 1899—1902
- Первая мировая война: Монс, Ле Като, отступление из Монса, Марна 1914, Эна 1914, Мессин 1914, Ипр 1914 '15, Бельвард, Аррас 1917, Камбре 1917, Сомма 1918, Сен-Кантен, преследование Монса

После объединения 16-го и 5-го уланских полков:
- Вторая мировая война: Кассерин, Фондук, Кайруан, Бордж, Джебель-Курнин, Тунис, Громбалла, Бу-Фича, Северная Африка 1942-43, Кассино II, долина Лири, Монте-Пикколо, захват Перуджи, Ареццо, продвижение к Флоренции, Арджента-Гэп, Трагетто, Италия 1944-45
- Вади аль-Батин, Персидский залив 1991

Боевые почести 17-го/21-го уланского полка (17th/21st Lancers)
Объединенные почести перед объединением 17-го и 21-го уланских полков:
- Алма, Балаклава, Инкерман, Севастополь, Центральная Индия, Южная Африка 1879, Хартум, Южная Африка 1900-02
- Первая мировая война: Фестубер, Сомма 1916 '18, Морваль, Камбре 1917 '18, Сен-Кантен, Авре, Хазебрук, Амьен, преследование Монса, Франция и Фландрия 1914-18, Северо-Западная пограничная Индия 1915 '16

После объединения 17-го и 21-го уланских полков:
- Вторая мировая война: Разрыв Тебурба, Бу Арада, Кассерин, Тала, Фондук, Эль-Курзия, Тунис, Хаммам-Лиф, Северная Африка 1942-43, Кассино II, Монте-Пикколо, захват Перуджи, продвижение к Флоренции, разрыв Арджента, Фосса-Чембалина, Италия 1944-45

Её Величества королевский уланский полк

После объединения 16/5-го уланского полка и 17/21-го уланского полка в Её Величества королевский уланский полк: Аль-Басра, Ирак, 2003